# Rubus barberi
Rubus barberi är en rosväxtart som beskrevs av Heinrich E. Weber. Rubus barberi ingår i släktet rubusar, och familjen rosväxter. Inga underarter finns listade i Catalogue of Life.